# Anna Hammarén (skådespelare)
Anna Eufrosyne Hammarén, född Joelsson den 29 november 1888 i Maria Magdalena församling i Stockholm, död den 28 maj 1972 i Göteborg, var en svensk skådespelare.

## Biografi
Anna Hammarén studerade för Konstantin Axelsson, och började hösten 1908 hos Hjalmar Selanders teatersällskap. Hon var engagerad vid Helsingborgs stadsteater 1923–1924, och vid Lorensbergsteatern och Göteborgs stadsteater 1925–1935. Bland hennes roller märks Ane i Bjørnstjerne Bjørnsons Geografi och kärlek, Teodora i Lope de Vegas Järnvattnet i Madrid, Mrs Miller i Eugene O'Neills Ljuva ungdomstid och Modern i Herbert Grevenius Första maj.
Anna Hammarén var från 1911 gift med skådespelaren Torsten Hammarén, som avled 1962. De är begravda på Norra begravningsplatsen utanför Stockholm.

## Teater

### Roller
| År   | Roll         | Produktion                                | Regi           | Teater                   |
| ---- | ------------ | ----------------------------------------- | -------------- | ------------------------ |
| 1926 | Ane          | Geografi och kärlek Bjørnstjerne Bjørnson | Helge Wahlgren | Helsingborgs stadsteater |
| 1926 | Dubbel-Petra | Stora barndopet Oskar Braaten             | Helge Wahlgren | Helsingborgs stadsteater |

## Filmografi
- 1939 – Rosor varje kväll